# Giorgio Gatti
Giorgio Gatti (Poggio a Caiano, 1º novembre 1948 – Roma, 1º aprile 2021) è stato un baritono italiano.

## Biografia
Studiò canto a Firenze con il tenore Vincenzo Guerrieri e successivamente, presso il Conservatorio Santa Cecilia di Roma, con Maria Teresa Pediconi. Si perfezionò con il maestro Renato Federighi a Roma, con il soprano Maria Luisa Zeri e il maestro Luciano Bettarini a Prato.
Nel 1971 vinse il concorso Teatro lirico sperimentale "Adriano Belli" di Spoleto, e debuttò al Teatro Nuovo nei ruoli di Taddeo nell'Italiana in Algeri di Gioachino Rossini, Silvio in Pagliacci di Ruggero Leoncavallo e 'Sigismondo' ne Il giovedì grasso di Gaetano Donizetti.
Vinse nel 1972 la rassegna televisiva internazionale «Voci nuove rossiniane» indetta dalla Radio Televisione Italiana. Ha partecipato ad alcune «prime» assolute: Jaufré Rudel e Trilby di Adolfo Gandino; L'orso di Silvano Sardi; Quattro odi di Orazio di Bruno Nicolai; Domanda e risposte di Virgilio Mortari; Perch'io di Roberto Gianotti; Una notte di gioia di Arturo Annecchino; Gloria di Franco Ferroni.
Ha fatto parte del complesso «Piccolo Teatro Musicale della città di Roma» con «I Virtuosi di Roma» diretto dal maestro Renato Fasano (1970-1977) e «Gruppo Recitar Cantando» (1980-1990) diretto dal maestro Fausto Razzi, specializzato nell'interpretazione di musiche del Cinquecento e del Seicento. Esegue dal 1972 in duo con la moglie Maria Teresa Conti, pianista e clavicembalista, concerti di musica da camera.
Ha preso parte a tre produzioni televisive trasmesse in mondovisione:
- Tosca nei luoghi e nelle ore di Tosca (1992) un film in diretta Rai 1 trasmesso in 107 paesi nei 5 continenti. 3 Emmy Awards, "Avvenimento dell'anno" del Classical Music Awards. "Migliore Programma Televisivo Mondiale" del Bafta. 
Lo spettacolo, con la regia di Giuseppe Patroni Griffi, vede impegnati anche Catherine Malfitano (Tosca), Ruggero Raimondi (Scarpia), Giacomo Prestia (Angelotti), Plácido Domingo (Cavaradossi) e l'Orchestra Sinfonica di Roma della RAI era diretta da Zubin Mehta;
- La Traviata a Paris (2000) un film in diretta trasmesso in 125 paesi nei 5 continenti. 4 Emmy Awards come "Migliore programma Musicale dell'anno in Usa". Prix italia come "Migliore Programma del Mondo per le Performing Arts". "Premio speciale della Giuria" al Nombre d'Or di Amsterdam.
Negli ultimi anni, oltre ad ampliare il proprio repertorio nel campo dell'opera buffa italiana del ‘700, si cimentò nel «musical» Caruso la Storia di un mito di Gianluca Terranova, 2002 e nella commedia musicale Victor Victoria di Blake Edwards', 2003. Nel 10 agosto 1997 venne insignito del titolo di cittadino onorario del comune abruzzese di Sante Marie.
È morto il 1º aprile 2021 di Covid-19 dopo esser stato ricoverato da giorni in un ospedale di Roma.

## Vita privata
È stato sposato con la pianista e clavicembalista Maria Teresa Conti.

## Carriera
- Ha cantato in diversi teatri in Italia e all'estero
- Ha partecipato ai seguenti festival:
  - Festival dei Due Mondi di Spoleto
  - Maggio Musicale Fiorentino
  - Rossini Opera Festival
  - Sferisterio di Macerata

## LP 33 giri
- Il giovedì grasso di Gaetano Donizetti (Sigismondo, 1971) Voce
- Falstaff di Giuseppe Verdi (Ford, 1973) TimaClub
- Dejanice di Alfredo Catalani (Dardano, 1975) Uorc
- L'inganno felice di Gioachino Rossini (Batone, 1987) Diapason Record
- Giorgio Gatti canta (1971-1977) TimaClub
- Giorgio Gatti Baritono (1971-1985) Felmain Records
- Bruno Nicolai - Quattro odi di Orazio (1981) Edi-Pan
- Madrigali ed arie (1987) Edi-Pan

## CD
- La cambiale di matrimonio di Gioachino Rossini (Norton, 1971) Memories
- L'Ormindo di Francesco Cavalli (Osmano, 1971) Datum
- La Dirindina di Domenico Scarlatti (Don Carissimo, 1985) Bongiovanni
- Prima la musica poi le parole di Antonio Salieri (Il poeta, 1986) Bongiovanni
- Lesbina e Adolfo di Alessandro Scarlatti (Adolfo, 1986) Bongiovanni
- San Guglielmo D'Aquitania di Giovan Battista Pergolesi (Cuòsemo, 1986) Bongiovanni
- La maga Circe di Pasquale Anfossi (Brunoro, 1987) Bongiovanni/Inedita
- Il barone di Rocca Antica di Carlo Franchi/Pasquale Anfossi (Giocondo, 1988) Bongiovanni
- La pescatrice di Niccolò Piccinni (Licone, 1988) Bongiovanni
- Il giocatore di Luigi Cherubini (Bacocco, 1989) Rodolphe-Florence, Phoenix
- Il barbiere di Siviglia di Francesco Morlacchi (Bartolo, 1989) Bongiovanni
- La serva scaltra di Johann Adolph Hasse (Balanzone, 1989) Bongiovanni
- Arlecchinata di Antonio Salieri (Brighella, 1990) Bongiovanni
- Il geloso schernito di Pietro Chiarini (Masacco, 1990) Bongiovanni
- Il poeta disperato di Francesco Morlacchi (Don Gervasio, 1991) Bongiovanni
- La contadina in corte di Antonio Sacchini (Berto, 1991) Bongiovanni
- Tosca di Giacomo Puccini (Il Sagrestano, 1992) Teldec
- Le cantatrici villane di Valentino Fioravanti (Don Bucefalo, 1992) Bongiovanni
- La traviata di Giuseppe Verdi (Marchese d'Obigny, 1992) Philips, Decca
- L'impresario delle Canarie di Domenico Sarro (Nibbio, 1992) Bongiovanni
- L'inganno felice di Gioachino Rossini (Batone, 1992) Bongiovanni
- Larinda e Vanesio di Johann Adolph Hasse (Vanesio, 1992) Bongiovanni
- I matrimoni per magia di Valentino Fioravanti (Don Gianfabio, 1993) Bongiovanni
- Il maestro di cappella di Domenico Cimarosa (Il Maestro, 1995) Bongiovanni
- Graduali di Josep Portell (1996) Smt, Bongiovanni
- Arie “a solo”dalla Messa in re maggiore di Giuseppe Ziretti (1996) Smt, Bongiovanni
- Il campanello di Gaetano Donizetti (Don Annibale, 1997) Bongiovanni
- Il mondo della luna di Baldassarre Galuppi (Eclittico, 1997) Bongiovanni
- Il filosofo di campagna di Baldassarre Galuppi (Don Tritemio 1999) Bongiovanni
- La bohème di Giacomo Puccini (Benoit e Alcindoro, 1999) Sugar, Decca
- La traviata di Giuseppe Verdi (Marchese d'Obigny, 2000) Teldec
- Don Pasquale di Gaetano Donizetti (Un Notaro, 2002) Tdk

## CD Recitals
- Giorgio Gatti baritono (1971-1987) TimaClub
- Giorgio Gatti - Arte del Settecento italiano (1971-1992) Bongiovanni
- Giorgio Gatti - Maria Teresa Conti - Una voce, un pianoforte (1974-1981) Esa/Bongiovanni
- Nino Porto - liriche da camera (1974-1982) As disc
- Duo - Giorgio Gatti Baritono - Maria Teresa Conti Pianoforte - Torna caro ideal (1981) Esa/Bongiovanni
- Giorgio Gatti - L'Arte del Buffo (1986-1990) Bongiovanni

## Filmografia

### Televisione
- Tosca nei luoghi e nelle ore di Tosca, regia di Giuseppe Patroni Griffi Direttore Zubin Mehta (1992)
- La Traviata a Paris, regia di Giuseppe Patroni Griffi Direttore Zubin Mehta (2000)
- Rigoletto a Mantova Regia di Marco Bellocchio Direttore Zubin Mehta – film TV (2010)

## DVD
- Tosca nei luoghi e nelle ore di Tosca Regia di Giuseppe Patroni Griffi Direttore Zubin Mehta (1992) 01 Distribution
- Il maestro di cappella, Domenico Cimarosa - La Dirindina, Domenico Scarlatti - L'impresario delle Canarie, Domenico Sarro Regia di Goffredo Gori Direttore Riccardo Cirri (1995-1996-1998) Bongiovanni
- La Traviata a Paris Regia di Giuseppe Patroni Griffi Direttore Zubin Mehta (2000) 01 Distribution
- Don Pasquale, Donizetti Regia Stefano Vizioli Direttore Gérard Korsten (2002) TDK
- Rigoletto a Mantova Regia di Marco Bellocchio Direttore Zubin Mehta (2010) di prossima pubblicazione
- Plácido Domingo My greatest roles (2009) NVC ARTS Warner Classics